# La Alameda de Gardón
Pour les articles homonymes, voir Alameda.
La Alameda de Gardón est une commune de la province de Salamanque dans la communauté autonome de Castille-et-León en Espagne. Elle fait partie de la comarque naturelle de Campo de Argañán.